# Ariel Zeevi
Ariel Zeevi, född den 16 januari 1977 i Bnei Brak, Israel, är en israelisk judoutövare.
Han tog OS-brons i herrarnas halv tungvikt i samband med de olympiska judotävlingarna 2004 i Aten.